# Demonlover
Demonlover är en fransk långfilm från 2002 skriven och regisserad av Olivier Assayas, med Connie Nielsen, Charles Berling, Chloë Sevigny och Dominique Reymond i rollerna.

## Rollista (i urval)
| Connie Nielsen         | – Diane de Monx           |
| Charles Berling        | – Hervé Le Millinec       |
| Chloë Sevigny          | – Elise Lipsky            |
| Dominique Reymond      | – Karen                   |
| Jean-Baptiste Malartre | – Henri-Pierre Volf       |
| Gina Gershon           | – Elaine Si Gibril        |
| Edwin Gerard           | – Edward Gomez            |
| Thomas M. Pollard      | – Avocat américain        |
| Abi Sakamoto           | – Kaori - la traductrice  |
| Naoko Yamazaki         | – Eiko                    |
| Nao Ohmori             | – Shoji                   |
| Jean-Pierre Gos        | – Verkamp - Contact Diane |
| Julie Brochen          | – Gina - Amie de Diane    |
| Randall Holden         | – Ray                     |
| Alexandre Lachaux      | – Erwan - Broker #1       |